# Populus amurensis
Populus amurensis är en videväxtart som beskrevs av Vladimir Leontjevitj Komarov. Populus amurensis ingår i släktet popplar, och familjen videväxter. Inga underarter finns listade i Catalogue of Life.